# Hans Laessig (Lyriker)
Hans Laessig (* 27. März 1913 in Dresden; † 4. Juni 1995 in Berlin) war ein deutscher Widerstandskämpfer, Bibliothekar, Musiker und Lyriker, der bis zu seinem Tode in Berlin-Pankow, Pestalozzistr. 37 wohnte. Er war verheiratet mit Edith Läßig, geb. Stanislawski. Aus der Ehe gingen die beiden Söhne Jan und Michael hervor.